# 孟那浸信会
孟那浸信会（Mennonite Brethren Church）是一个美国的浸礼宗教派，成立于1900年，总部设于堪萨斯州。
1911年，孟那浸信会差会（Mennonite Brethren Mission，MBM）派遣传教士卫英士（F.J.Wiens）夫妇前往中国传教。他们在汕头学习中文，随后前往福建上杭县工作。
1919年，孟那浸信会在福建有传教站1处，西教士2人，受餐信徒180人。
1934年，孟那浸信会在福建的工作中断5年后恢复。